# Mangani-eckermannite
La mangani-eckermannite (simbolo IMA: Meck) è un minerale molto raro del supergruppo dell'anfibolo, all'interno del quale viene collocato nel "gruppo degli anfiboli con W(OH,F,Cl)-dominante" e da lì al sottogruppo degli anfiboli di sodio dove occupa un posto nel "gruppo contenente la radice eckermannite nel nome"; essendo un anfibolo, appartiene agli inosilicati e pertanto alla famiglia minerale dei "silicati", e possiede composizione chimica NaNa2(Mg4Mn3+)Si8O22(OH)2.
La mangani-eckermannite è l'analogo del manganese trivalente (Mn3+) dell'eckermannite e l'analogo del Mg4Mn3+ della mangano-ferri-eckermannite.

## Etimologia e storia
Il nome è dovuto alla sua relazione con l'eckermannite (NaNa2(Mg4Al)Si8O22(OH)2) e al fatto che il catione dominante in posizione C è il manganese trivalente (Mn3+).
Il campione tipo della mangani-eckermannite è conservato presso le collezioni del Museo mineralogico intitolato ad Aleksandr Evgen'evič Fersman dell'Accademia russa delle scienze di Mosca con il numero di catalogo 5774/1.

## Classificazione
La mangani-eckermannite è stata approvata dall'Associazione Mineralogica Internazionale (IMA) come specie minerale indipendente nel 2023, pertanto non è elencata nella classica nona edizione della sistematica dei minerali di Strunz, aggiornata dall'IMA fino al 2009.
Il minerale si trova nell'edizione successiva, proseguita dal database "mindat.org", dove la mangani-eckermannite è elencata nella classe "9. silicati (germanati)" e da lì nella sottoclasse "9.D Inosilicati"; questa viene suddivisa più finemente in base alla struttura cristallina del minerale, in modo tale che la mangani-eckermannite possa essere trovata nella sezione "9.DE Inosilicati con catene doppie di periodo 2, Si4O11; clinoanfiboli", dove forma il sistema nº 9.DE (in attesa di assegnazione a un sottogruppo insieme alla clino-suenoite).

## Abito cristallino
La mangani-eckermannite cristallizza nel sistema monoclino nel gruppo spaziale C2/m (gruppo nº 12) con i parametri reticolari a = 9,9533(4) Å, b = 18,1440(7) Å, c = 5,2970(2) Å e β = 103,948(4)°, oltre ad avere 2 unità di formula per cella unitaria.

## Origine e giacitura
La mangani-eckermannite si trova nel complesso di accrezione del Giurassico superiore e ha subito un metamorfismo di contatto per intrusione di granodiorite; la paragenesi è con albite, braunite, quarzo e vittinkiite.
La mangani-eckermannite è molto rara ed è stata trovata solo nella sua località tipo, la fossa di "Matsumaezawa" (39.91667°N 141.9°E) nella miniera di "Tanohata" presso l'omonimo villaggio (prefettura di Iwate, Giappone).

## Forma in cui si presenta in natura
La mangani-eckermannite forma cristalli prismatici di dimensioni fino a 0,3 x 0,2 mm. Il minerale è traslucida con lucentezza vitrea; il colore va dal rosso ciliegia al rosso molto scuro, mentre il colore del suo striscio è bianco rosato.

## Proprietà ottiche
La mangani-eckermannite mostra un debole pleocroismo con colori che variano tra varie sfumature di marrone e non si osserva fluorescenza sotto la luce ultravioletta.